# Sodom och Gomorra

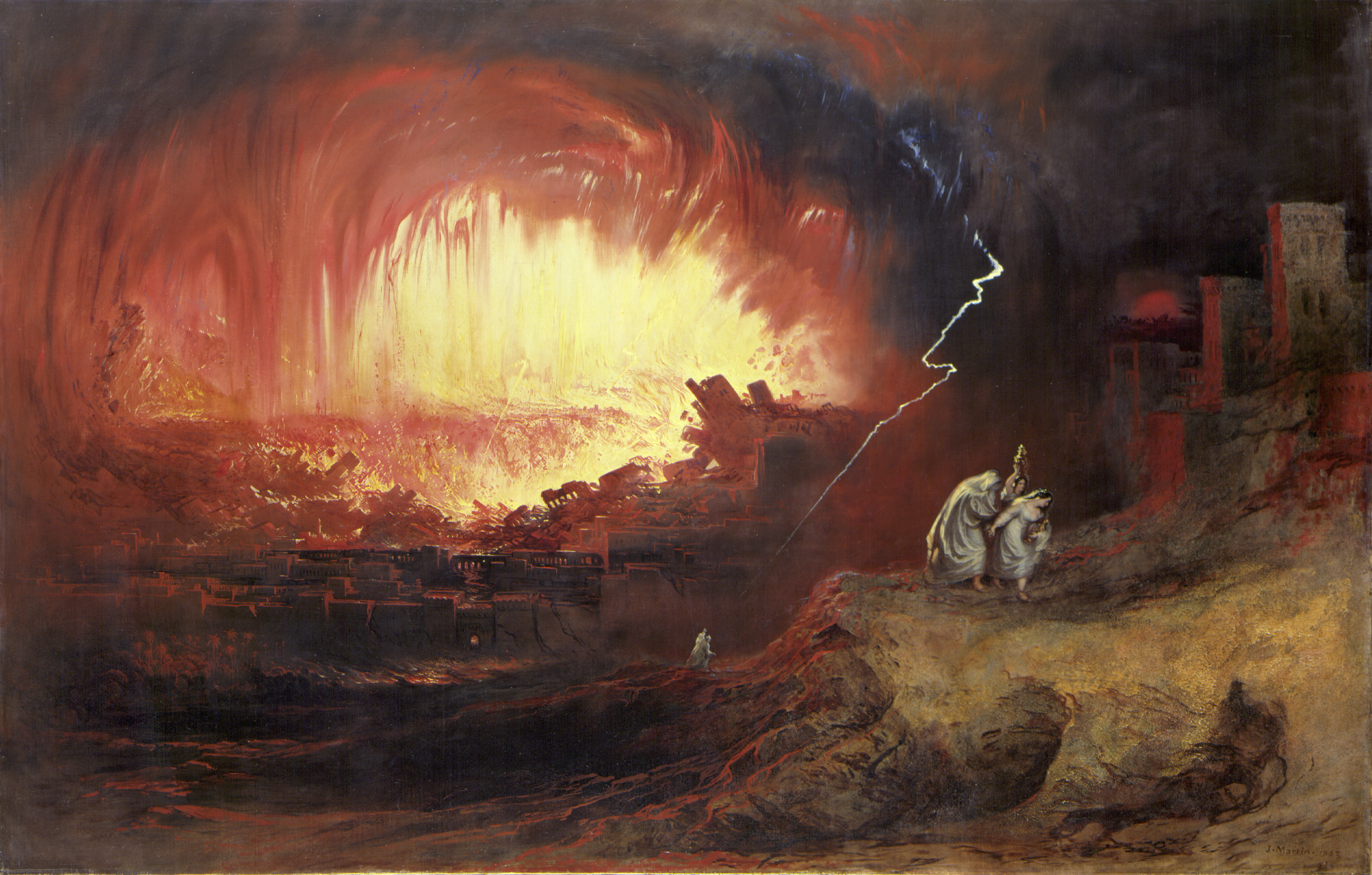
Förstörelsen av Sodom och Gomorra, målning av John Martin.

Sodom och Gomorra var två bibliska städer i anslutning till Döda havet. Gud skulle i 1 Mos. 18:16-19:29 ha dränkt dem i eld och svavel, på grund av invånarnas bottenlösa syndighet, och brist på medkänsla för svaga och fattiga. De två städernas namn har kommit att förknippas med synd.

## Bibliska berättelsen
Enligt berättelsen i Bibeln försökte Abraham förmå Gud att skona de två städerna och dess invånare med orden:
"Vill du då förgöra den rättfärdige tillika med den ogudaktige? Kanhända finnas femtio rättfärdiga i staden?"
Texten fortsätter med att Herren gav med sig och lovade skona städerna om han funne femtio rättfärdiga där. Abraham satte då igång att pruta på siffran, och fick steg för steg ned den till tio rättfärdiga. Inte ens detta lilla antal torde dock ha kunnat påträffas i Sodom, för när Herrens båda änglar fått härbärge hemma hos Lot och hans familj, omringades strax huset av stadens befolkning som krävde att Lot skulle lämna ut änglarna. Man lät sig i sin argsinthet inte ens bevekas av Lots anbud att i stället prisge sina två ogifta döttrar i gästernas ställe, varpå änglarna förblindade angriparna och med milt våld förde Lot och hans familj ut ur staden, med bestämda instruktioner att inte se sig om.
Herren lät eld och svavel regna över Sodom och Gomorra, vilket förstörde både städerna och hela den bördiga slätten runt omkring. När Lots hustru trots Guds förbud vände sig om och såg mot städerna, säger berättelsen att hon förvandlades till en saltstod.

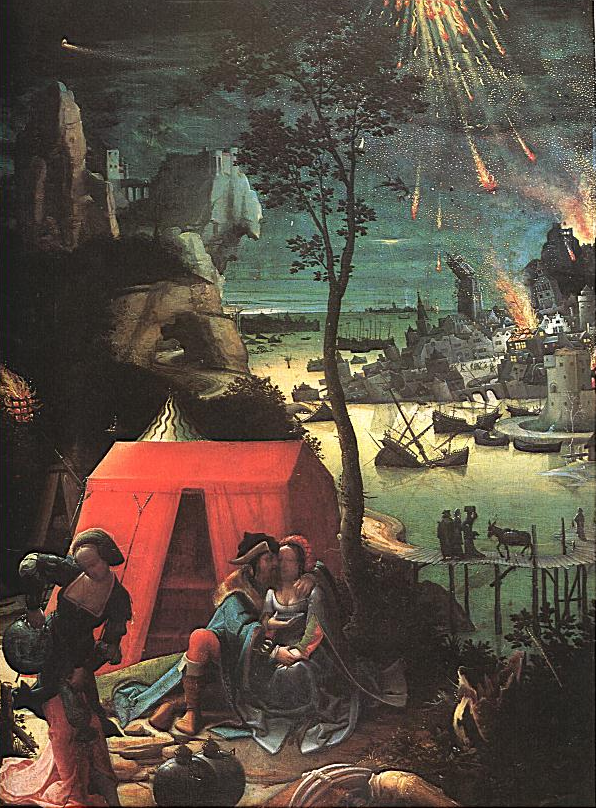
Lot och hans döttrar. Målning av Lucas van Leyden cirka 1509.

Lot och hans båda döttrar framlevde efter städernas förstörelse i ensamhet, döttrarna ännu ogifta.

## Sodom och Gomorra i kulturen
Enligt traditionen förknippas Sodom med homosexualitet, vilket ursprungligen troligen grundar sig i att invånarna ville våldta två män som var på besök hos Lot. Denna tolkning förekommer redan i Bibeln och har förts vidare genom begreppet sodomi.
Den kristna rockgruppen Jerusalem har en låt med titeln "Sodom".